# Lichenopora strictolamellosa
Lichenopora strictolamellosa är en mossdjursart som beskrevs av Canu och Bassler 1929. Lichenopora strictolamellosa ingår i släktet Lichenopora och familjen Lichenoporidae. Inga underarter finns listade i Catalogue of Life.